# Верхненикольское (Башкортостан)
Верхненикольское (баш. Үрге Никольский) — деревня в Аскинском районе Республики Башкортостан Российской Федерации. Входит в состав Аскинского сельсовета. 

## География
Расположена на границе с Пермским краем, на правом берегу реки Тюй напротив устья реки Атер.

### Географическое положение
```
Расстояние до
[
1
]
:
```

- районного центра (Аскино): 32 км,
- центра сельсовета (Новая Бурма): 24 км,
- ближайшей железнодорожной станции (Щучье Озеро): 30 км.

На севере вблизи находится деревня Талог (за ней — Тюйск), с запада примыкает лесной массив.

## Население
| 2002 | 2009 | 2010 |
| ---- | ---- | ---- |
| 20   | ↘15  | ↘9   |

Согласно переписи 2002 года, преобладающая национальность — марийцы (60 %).

## Инфраструктура
Личное подсобное хозяйство с зоной сельскохозяйственного использования, индивидуальная застройка усадебного типа.
Основа экономики — сельское хозяйство.

## Транспорт
Дорог с твёрдым покрытием нет, ближайший мост через реку находится в Тюйске.